# Mahamrytjundźaja mantra
Mahamrytjundźaja mantra (sanskryt महामृत्युंजय मंत्र „Wielka mantra zwyciężająca śmierć”) – popularna mantra hinduistyczna, zgodnie z tradycją śpiewana 108 razy w trakcie praktyki religijnej, zwanej dźapa. Mantra ta pochodzi z Rygwedy (wers 7.59.12). Według tradycji mantra została ułożona przez rysziego Markandeję. Skierowana jest do bóstwa określanego jako „Trjambaka” (o trzech oczach), będącym epitetem wedyjskiego boga Rudry, utożsamionego w późniejszym okresie z Śiwą. Wers ten powtarzony jest również w Jadżurwedzie (TS 1.8.6.i; VS 3.60).
Tekst w dewanagari:
ॐ त्र्यम्बकम् यजामहे सुगन्धिम् पुष्टिवर्धनम्
उर्वारुकमिव बन्धनान् मृत्योर्मुक्षीय माम्रतात् ।।
Transliteracja
Om tryambakaṃ yajāmahe sugandhiṃ puṣṭi-vardhanam
urvārukam iva bandhanān mṛtyormukṣīya māmṛtāt